# Student@Home
Student@Home — британская фирма, работающая в сфере технической поддержки. Штат компании составляют студенты из Лондонских университетов.

## История
Концепция компании, в которой в роли специалистов технической поддержки используются только студенты, была разработана одной из нидерландских фирм. Создать подобную компанию в Великобритании решила выпускница Даремского университета и сотрудник JP Morgan Келли Клайн. В Student@Home работают около 60 студентов, учащихся в Лондоне и Бирмингеме. Компания работает как с частными лицами, так и с малым бизнесом. Также Student@Home проводит обучение людей компьютерной грамоте.
Компания придаёт большое значение социальной составляющей своей деятельности. Student@Home обеспечивает трудоустройство студентам, не имеющим опыта работы. Более 60 % сотрудников компании живёт в районах, где уровень безработицы среди молодого населения достигает 25 % или принадлежит к этническим меньшинствам.
В 2013 году Student@Home выиграл ITC Enterprise Award в области «Социальное предпринимательство» и стал финалистом премии National Business awards в номинации «Социальное предприятие года».